# ブレゲー 1001 タン
ブレゲー 1001 タン
- 用途：小型単座戦闘攻撃機
- 製造者：ブレゲー社
- 初飛行：1957年7月26日
- 生産数：2機

ブレゲー 1001 タン(Breguet Br.1001 Taon)は、フランスのブレゲーが開発していた小型戦闘攻撃機。1957年初飛行。2機が試作されたが、量産には至らなかった。

## 概要
NATO軍向けの軽量打撃戦闘機計画(Light Weight Strike Fighter,LWSF)として、1953年より開発が開始された。軽量単座の戦闘攻撃機である。主翼は中翼配置の後退翼であり、インテイクは胴体側面にある。ターボジェットエンジン1基を搭載し、ノズルは胴体末端にある。
試作機は3機が発注されたが、製造されたのは2機に留まる。初飛行は1957年7月26日に行なわれた。
NATOの選考にかけられたが、これにはフィアットG.91が採用されたため、量産には至らなかった。

## 要目
- 乗員：1名
- 全長：11.68m
- 全幅：6.8m
- 全高：3.7m
- 翼面積：14.7m2
- 全備重量：5,000 kg
- エンジン：ブリストル・シドレー・オルフェウス ターボジェットエンジン1基（推力 21.6kN）
- 最大速度：1,194 km/h
- 武装：12.7mm機銃 4門